# Saori Hayami
Pour les articles homonymes, voir Hayami.
早見 沙織
Saori Hayami (早見 沙織, Hayami Saori, née le 29 mai 1991) est une doubleuse et une chanteuse japonaise née à Tokyo. 
En tant que chanteuse, elle a signée chez Warner Bros. Home Entertainment. 
Hayami gagne le 10th Seiyu Awards pour la meilleure doubleuse dans un second rôle. 
Ses prestations notables sont Pramanix dans Arknights, Himawari Uzumaki dans Boruto: Naruto Next Generations, Shinobu Kochō dans Demon Slayer, Leona dans Dragon Quest: The Adventure of Dai, Kamisato Ayaka dans Genshin Impact, Miyuki Shiba dans The Irregular at Magic High School, Ryuu Lion dans Is It Wrong to Try to Pick Up Girls in a Dungeon?, Yumeko Jabami dans Kakegurui, Rui Komada dans Komada: A Whisky Family, Yotsugi Ononoki dans Monogatari, Yukino Yukinoshita dans My Youth Romantic Comedy Is Wrong, As I Expected, Yamato dans One Piece, Ruby Rose dans RWBY: Ice Queendom, Shōko Nishimiya dans A Silent Voice, et Yor Forger dans Spy × Family.

## Biographie
Hayami s'est intéressé au doublage alors qu'elle fréquentait l'école primaire. En 2004, elle fréquente la classe junior de Nihon Narration Engi Kenkyūjo, une école de formation en doublage. Sa carrière débute lorsqu'elle passe une audition pour I'm Enterprise en 2006, à la fin de sa deuxième année d'école de formation. Ses débuts en doublage ont eu lieu dans le série dramatique Indian Summer. En 2007, elle fait ses débuts dans l'anime et décroche son premier rôle majeur en tant que Momoka Kawakabe, l'héroïne principale de Touka Gettan . Depuis lors, elle a été active dans la voix de nombreux autres personnages dans des médias liés à l'anime et dans d'autres œuvres de doublage. Elle s'est classée n°2 aux Newtype x Machi Asobi Anime Awards 2015 de la meilleure actrice vocale tandis que son personnage Yukino Yukinoshita a remporté le prix du meilleur personnage féminin,. Elle anime sa propre émission de radio Hayami Saori no Free Style depuis 2011, qui a remporté le prix de la meilleure radio confort dans la catégorie générale aux 3e Aniradi Awards en 2017.

## Filmographie

### Séries d'animation
| Year    | Title                                                                                  | Role                                                  | Note        |
| ------- | -------------------------------------------------------------------------------------- | ----------------------------------------------------- | ----------- |
| 2007    | Tōka Gettan                                                                            | Momoka Kawakabe, Sei                                  |             |
| 2007    | Clannad                                                                                | Étudiante                                             |             |
| 2008    | Ghost Hound                                                                            | Collégienne A                                         |             |
| 2008    | Shigofumi: Letters from the Departed                                                   | Sweetheart                                            |             |
| 2008    | Our Home's Fox Deity.                                                                  | Kō                                                    |             |
| 2008    | Monochrome Factor                                                                      | Une étudiante, une collégienne                        |             |
| 2008    | Sekirei                                                                                | Musubi, Yume                                          |             |
| 2009    | 07-Ghost                                                                               | Razette, Burupya, Tajio, Sister, jeune sœur de Mikage |             |
| 2009    | Basquash!                                                                              | Violette                                              |             |
| 2009    | Sora no Manimani                                                                       | Sayo Yarai, Saku Ōyagi (enfant)                       |             |
| 2009    | Whispered Words                                                                        | Chizuka Nishikigi                                     |             |
| 2009    | First Love Limited                                                                     | Étudiante A                                           |             |
| 2009    | Eden of the East                                                                       | Saki Morimi                                           |             |
| 2009    | Heaven's Lost Property                                                                 | Ikaros                                                |             |
| 2009    | Pokémon: Diamond and Pearl                                                             | Lulu                                                  |             |
| 2010    | Ladies vs Butlers!                                                                     | Suiran Fō                                             |             |
| 2010    | Bakuman                                                                                | Miho Azuki                                            |             |
| 2010    | Okami-san and Her Seven Companions                                                     | Kakari Haibara                                        |             |
| 2010    | Katanagatari                                                                           | Kōsha Saraba                                          |             |
| 2010    | Oreimo                                                                                 | Ayase Aragaki                                         |             |
| 2010    | Sekirei ~Pure Engagement~                                                              | Musubi, Yume                                          |             |
| 2010    | Heaven's Lost Property: Forte                                                          | Ikaros                                                |             |
| 2010    | Star Driver: Kagayaki no Takuto                                                        | Wako Agemaki                                          |             |
| 2010    | Gokujō!! Mecha Mote Iinchō Second Collection                                           | Ibu Himuro                                            |             |
| 2010    | MM!                                                                                    | Arashiko Yuno                                         |             |
| 2010    | The Legend of the Legendary Heroes                                                     | Kuku                                                  |             |
| 2011    | Sket Dance                                                                             | Megumi Ogura (crédité en tant que Miho Azuki)         |             |
| 2011    | Bakuman 2                                                                              | Miho Azuki                                            |             |
| 2011    | Anohana                                                                                | Chiriko "Tsuruko" Tsurumi                             |             |
| 2011    | The World God Only Knows II                                                            | Haqua du Lot Herminium                                |             |
| 2011    | Penguindrum                                                                            | Asami Kuhō                                            |             |
| 2011    | Sekai-ichi Hatsukoi 2                                                                  | Étudiante                                             |             |
| 2011    | Soreike! Anpanman                                                                      | Cup cake-chan                                         |             |
| 2011    | Mobile Suit Gundam AGE                                                                 | Yurin L'Ciel                                          |             |
| 2011    | Softenni                                                                               | Shiho Nagumo                                          |             |
| 2011    | Beelzebub                                                                              | Isafuyu Kashino                                       |             |
| 2011    | Morita-san wa Mukuchi                                                                  | Chihiro Miura                                         |             |
| 2012    | Hyōka                                                                                  | Kaho Jūmonji                                          |             |
| 2012    | Bodacious Space Pirates                                                                | Mylene Certon                                         |             |
| 2012    | Ore no Imōto ga Konna ni Kawaii Wake ga Nai -True Route Special Edition-               | Ayase Aragaki                                         |             |
| 2012    | Chōyaku Hyakunin isshu: Uta Koi                                                        | Fujiwara no Takaiko                                   |             |
| 2012    | Nisemonogatari                                                                         | Yotsugi Ononoki                                       |             |
| 2012    | Sword Art Online                                                                       | Sachi                                                 |             |
| 2012    | The Pet Girl of Sakurasou                                                              | Fūka Kamiigusa                                        |             |
| 2012    | Tari Tari                                                                              | Sawa Okita                                            |             |
| 2012    | Say "I love you"                                                                       | Miki Arai                                             |             |
| 2012    | Sengoku Collection                                                                     | Tea Way Sen no Rikyū                                  |             |
| 2012    | Bakuman 3                                                                              | Miho Azuki                                            |             |
| 2012    | Muv-Luv Alternative: Total Eclipse                                                     | Kyoko Susai                                           |             |
| 2012    | Initial D Fifth Stage                                                                  | Mika Uehara                                           |             |
| 2012    | Fairy Tail                                                                             | Kagura Mikazuchi                                      |             |
| 2013    | Arata: The Legend                                                                      | Emisu                                                 |             |
| 2013    | Gundam Build Fighters                                                                  | Aila Jyrkiainen                                       |             |
| 2013    | Day Break Illusion                                                                     | Kiyone Okakura                                        |             |
| 2013    | My Teen Romantic Comedy SNAFU                                                          | Yukino Yukinoshita                                    |             |
| 2013    | Love Lab                                                                               | Hiroka Tanahashi                                      |             |
| 2013    | Bakuman 3                                                                              | Mai Annojou, announcer                                |             |
| 2013    | Monogatari Series Second Season                                                        | Yotsugi Ononoki                                       |             |
| 2013    | Ore no Imōto ga Konna ni Kawaii Wake ga Nai.                                           | Ayase Aragaki, Ayaka Fujisaki                         |             |
| 2013    | Red Data Girl                                                                          | Izumiko Suzuhara                                      |             |
| 2013    | The World God Only Knows: Goddesses                                                    | Haqua du Lot Herminium                                |             |
| 2013    | Leviathan The Last Defense                                                             | Leviathan                                             |             |
| 2013    | Sword Art Online: Extra Edition                                                        | Sachi                                                 |             |
| 2014    | Battle Spirits: Saikyou Ginga Ultimate Zero                                            | Principal                                             |             |
| 2014    | Buddy Complex                                                                          | Hina Yumihara, Hina Ryazan                            |             |
| 2014    | Buddy Complex Kanketsu-hen: Ano Sora ni Kaeru Mirai de                                 | Hina Yumihara, Hina Ryazan                            |             |
| 2014    | Danchi Tomoo                                                                           | Mako-chan                                             |             |
| 2014    | Doraemon                                                                               | Mrs. Cucumber                                         | Episode 320 |
| 2014    | Fairy Tail                                                                             | Kagura Mikazuchi                                      |             |
| 2014    | Girl Friend Beta                                                                       | Haruka Kazemachi                                      |             |
| 2014    | Glasslip                                                                               | Yanagi Takayama                                       |             |
| 2014    | Initial D Final Stage                                                                  | Mika Uehara                                           |             |
| 2014    | When Supernatural Battles Became Commonplace                                           | Hatoko Kushikawa                                      |             |
| 2014    | Is the Order a Rabbit?                                                                 | Aoyama Blue Mountain                                  |             |
| 2014    | Ludere Deorum                                                                          | Yui Kusanagi                                          |             |
| 2014    | Nagi-Asu: A Lull in the Sea                                                            | Ojoshi-sama                                           |             |
| 2014    | Noragami                                                                               | Tsuyu                                                 |             |
| 2014    | Invaders of the Rokujyōma!?                                                            | Ruthkhania Nye Pardomshiha                            |             |
| 2014    | Saki: The Nationals                                                                    | Komaki Jindai                                         |             |
| 2014    | Your Lie in April                                                                      | Emi Igawa                                             |             |
| 2014    | Soul Eater Not!                                                                        | Anya Hepburn                                          |             |
| 2014    | The Comic Artist and Assistants                                                        | Sahoto Ashisu                                         |             |
| 2014    | The Irregular at Magic High School                                                     | Miyuki Shiba                                          |             |
| 2014    | The Pilot's Love Song                                                                  | Sharon Morcos                                         |             |
| 2014    | Tsukimonogatari                                                                        | Yotsugi Ononoki                                       |             |
| 2015    | Snow White with the Red Hair                                                           | Shirayuki                                             |             |
| 2015    | Gunslinger Stratos: The Animation                                                      | Lyudmila N Ignatova                                   |             |
| 2015    | Hero Bank                                                                              | Masa Osoreya                                          |             |
| 2015    | Sound! Euphonium                                                                       | Haruka Ogasawara                                      |             |
| 2015    | Is It Wrong to Try to Pick Up Girls in a Dungeon?                                      | Ryu Lion                                              |             |
| 2015    | Is the Order a Rabbit??                                                                | Aoyama Blue Mountain                                  |             |
| 2015    | Castle Town Dandelion                                                                  | Karen Ayugase                                         |             |
| 2015    | Magical Girl Lyrical Nanoha ViVid                                                      | Ginga Nakajima                                        |             |
| 2015    | Minna Atsumare! Falcom Gakuen SC                                                       | Emma Millstein                                        |             |
| 2015    | Noragami Aragoto                                                                       | Tsuyu                                                 |             |
| 2015    | One-Punch Man                                                                          | Fubuki                                                |             |
| 2015    | Owarimonogatari                                                                        | Yotsugi Ononoki                                       |             |
| 2015    | Seraph of the End                                                                      | Shinoa Hīragi                                         |             |
| 2015    | Show by Rock!!                                                                         | A                                                     |             |
| 2015    | The Idolmaster Cinderella Girls                                                        | Kaede Takagaki                                        |             |
| 2015    | The Rolling Girls                                                                      | Mamechiyo                                             |             |
| 2015    | Unlimited Fafnir                                                                       | Honoka Tachikawa                                      |             |
| 2015    | Ushio and Tora                                                                         | Akiyo Takatori                                        |             |
| 2015    | Utawarerumono: The False Faces                                                         | Munechika                                             |             |
| 2015    | My Teen Romantic Comedy SNAFU TOO!                                                     | Yukino Yukinoshita                                    |             |
| 2015    | Yamada-kun and the Seven Witches                                                       | Urara Shiraishi                                       |             |
| 2016    | Ange Vierge                                                                            | Aurora                                                |             |
| 2016    | Big Order                                                                              | Mari Kunō                                             |             |
| 2016    | Doraemon                                                                               | Fille C (ep 371), Étudiante 2 (ep 392)                |             |
| 2016    | Gundam Build Fighters Try: Island Wars                                                 | Aila Jyrkiainen                                       |             |
| 2016    | Hitori no Shita the outcast                                                            | Feng Baobao / Fū Hōhō                                 |             |
| 2016    | Magical Girl Raising Project                                                           | Nana Habutae /Sister Nana                             |             |
| 2016    | Witchy Pretty Cure!                                                                    | Ha-chan /Kotoha Hanami/Cure Felice, Cat               |             |
| 2016    | Myriad Colors Phantom World                                                            | Reina Izumi                                           |             |
| 2016    | Show by Rock!! Short!!                                                                 | A                                                     |             |
| 2016    | Show by Rock!! #                                                                       | A                                                     |             |
| 2016    | Sound! Euphonium 2                                                                     | Haruka Ogasawara                                      |             |
| 2016    | Snow White with the Red Hair 2nd Season                                                | Shirayuki                                             |             |
| 2016    | Izetta: The Last Witch                                                                 | Ortfiné "Finé" Fredericka von Eylstadt                |             |
| 2016    | Sweetness and Lightning                                                                | Kotori Iida                                           |             |
| 2016    | Ushio and Tora 2nd Season                                                              | Akiyo Takatori                                        |             |
| 2017    | 6HP / Six Hearts Princess                                                              | Gold Princess                                         |             |
| 2017    | Anonymous Noise                                                                        | Nino Arisugawa                                        |             |
| 2017    | Battle Girl High School                                                                | Kurumi Tokiwa                                         |             |
| 2017    | Boruto: Naruto Next Generations                                                        | Himawari Uzumaki                                      |             |
| 2017    | Code:Realize ~Sousei no Himegimi~                                                      | Cardia                                                |             |
| 2017    | The Idolmaster Cinderella Girls Gekijō                                                 | Kaede Takagaki                                        |             |
| 2017    | ĒlDLIVE                                                                                | Misuzu Sonokata                                       |             |
| 2017    | Fate/Apocrypha                                                                         | Archer of Red/Atalanta                                |             |
| 2017    | Fuuka                                                                                  | Koyuki Hinashi                                        |             |
| 2017    | Hand Shakers                                                                           | Shigure                                               |             |
| 2017    | Jūni Taisen                                                                            | Misaki Yūki/Monkey                                    |             |
| 2017    | Land of the Lustrous                                                                   | Goshenite                                             |             |
| 2017    | Masamune-kun's Revenge                                                                 | Kojūrō Shuri                                          |             |
| 2017    | Puzzle &amp; Dragons X                                                                 | Burning Time Dragonbound, Myr                         |             |
| 2017    | Yōjo Senki: Saga of Tanya the Evil                                                     | Viktoriya Ivanovna Serebryakov (Visha)                |             |
| 2017    | Kakegurui                                                                              | Yumeko Jabami                                         |             |
| 2017    | Owarimonogatari II                                                                     | Yotsugi Ononoki                                       |             |
| 2017    | The Ancient Magus' Bride                                                               | Leanan Sídhe                                          |             |
| 2018    | A Place Further than the Universe                                                      | Yuzuki Shiraishi                                      |             |
| 2018    | Basilisk: The Ōka Ninja Scrolls                                                        | Hachisu                                               |             |
| 2018    | Darling in the Franxx                                                                  | Kokoro                                                |             |
| 2018    | Mitchiri Neko                                                                          | Ribbon                                                |             |
| 2018    | Shiyan Pin Jiating                                                                     | Ashise                                                |             |
| 2018    | Hakyu Hoshin Engi                                                                      | Ryuukitsu Koushu                                      |             |
| 2018    | Cells at Work!                                                                         | Regulatory T Cell                                     |             |
| 2018    | Hitori no Shita: The Outcast 2                                                         | Feng Baobao / Fū Hōhō                                 |             |
| 2018    | Future Card Buddyfight Ace                                                             | Mel Yumegatari                                        |             |
| 2018    | Detective Conan                                                                        | Midori Furuoka                                        |             |
| 2018    | Double Decker! Doug & Kirill                                                           | Dina del Rio / "Pink"                                 |             |
| 2018    | Release the Spyce                                                                      | Dolte                                                 |             |
| 2018    | Radiant                                                                                | Ulmina Bagliore                                       |             |
| 2018    | Layton Mystery Tanteisha: Katori no Nazotoki File                                      | Samatha                                               | Episode 31  |
| 2018    | Ace Attorney Season 2                                                                  | Viola Cadaverini                                      |             |
| 2019    | The Price of Smiles                                                                    | Stella Shining                                        |             |
| 2019    | Kakegurui XX                                                                           | Yumeko Jabami                                         |             |
| 2019    | One-Punch Man 2                                                                        | Fubuki                                                |             |
| 2019    | Isekai Quartet                                                                         | Viktoriya Ivanovna Serebryakov (Visha)                |             |
| 2019    | The Rising of the Shield Hero                                                          | Therese Alexanderite                                  |             |
| 2019    | To the Abandoned Sacred Beasts                                                         | Beatrice (Siren)                                      |             |
| 2019    | Astra Lost in Space                                                                    | Yun-Hua Lu                                            |             |
| 2019    | Is It Wrong to Try to Pick Up Girls in a Dungeon? II                                   | Ryu Lion                                              |             |
| 2019    | Demon Slayer: Kimetsu no Yaiba                                                         | Shinobu Kochō                                         |             |
| 2019    | Welcome to Demon School! Iruma-kun                                                     | Azazel Ameri                                          |             |
| 2019    | Fate/Grand Order - Absolute Demonic Front: Babylonia                                   | Ushiwakamaru                                          |             |
| 2020    | Bofuri                                                                                 | Kasumi                                                | [ 29 ]      |
| 2020    | Somali and the Forest Spirit                                                           | Uzoi                                                  |             |
| 2020    | Isekai Quartet 2                                                                       | Viktoriya Ivanovna Serebryakov (Visha)                |             |
| 2020    | Radiant 2nd Season                                                                     | Ulmina Bagliore                                       |             |
| 2020    | GeGeGe no Kitarō (2018)                                                                | Uoko Hito                                             | Episode 90  |
| 2020    | Tower of God                                                                           | Rachel                                                | [ 30 ]      |
| 2020    | Motto! Majime ni Fumajime Kaiketsu Zorori                                              | Rose                                                  |             |
| 2020    | Sakura Wars the Animation                                                              | Clarissa "Claris" Snowflake                           |             |
| 2020    | My Next Life as a Villainess: All Routes Lead to Doom!                                 | Maria Campbell                                        | [ 31 ]      |
| 2020    | Tsugu Tsugumomo                                                                        | Ouhi Oriobana                                         |             |
| 2020    | My Teen Romantic Comedy SNAFU Climax                                                   | Yukino Yukinoshita                                    |             |
| 2020    | Uzaki-chan Wants to Hang Out!                                                          | Tsuki Uzaki                                           | [ 32 ]      |
| 2020    | Fire Force Season 2                                                                    | Puppeteer (Dominions' older sister)                   |             |
| 2020    | The Irregular at Magic High School: Visitor Arc                                        | Miyuki Shiba                                          |             |
| 2020    | Dragon Quest: The Adventure of Dai                                                     | Leona                                                 | [ 33 ]      |
| 2020    | By the Grace of the Gods                                                               | Elise                                                 | [ 34 ]      |
| 2020    | Is It Wrong to Try to Pick Up Girls in a Dungeon? III                                  | Ryu Lion                                              |             |
| 2020    | Is the Order a Rabbit? BLOOM                                                           | Aoyama Blue Mountain                                  |             |
| 2020    | Kaeru no Pickles: Kimochi no Iro                                                       | A college student in cute beret                       | [ 35 ]      |
| 2020    | Jujutsu Kaisen                                                                         | Tsumiki Fushiguro                                     |             |
| 2020    | Sleepy Princess in the Demon Castle                                                    | Narratrice, Debiakuma, la reine de Goodereste         |             |
| 2021    | Show by Rock!! Stars!!                                                                 | A                                                     | [ 39 ]      |
| 2021    | Cells at Work!!                                                                        | Regulatory T Cell                                     |             |
| 2021    | SK8 the Infinity                                                                       | Emma, Girl                                            | Episode 6   |
| 2021    | So I'm a Spider, So What?                                                              | D                                                     |             |
| 2021    | Farewell, My Dear Cramer                                                               | Mizuki Kaji                                           |             |
| 2021    | Motto! Majime ni Fumajime Kaiketsu Zorori 2nd Season                                   | Rose                                                  |             |
| 2021    | 86                                                                                     | Anju Emma                                             | [ 40 ]      |
| 2021    | Battle Athletes Victory ReSTART!                                                       | Anna Christopher                                      | [ 41 ]      |
| 2021    | Welcome to Demon School! Iruma-kun Season 2                                            | Azazel Ameri                                          |             |
| 2021    | My Next Life as a Villainess: All Routes Lead to Doom! X                               | Maria Campbell                                        |             |
| 2021    | The Honor Student at Magic High School                                                 | Miyuki Shiba                                          |             |
| 2021    | Tsukimichi: Moonlit Fantasy                                                            | Emma                                                  | [ 42 ]      |
| 2021    | I'm Standing on a Million Lives Season 2                                               | Glenda Carter                                         | [ 43 ]      |
| 2021    | Night Head 2041                                                                        | Emily Shinjō                                          | [ 44 ]      |
| 2021    | One Piece                                                                              | Yamato                                                | [ 45 ]      |
| 2021    | Kimi to Fit Boxing                                                                     | Lin                                                   | [ 46 ]      |
| 2021    | Selection Project                                                                      | Akari Amasawa                                         | [ 47 ]      |
| 2021    | My Senpai is Annoying                                                                  | Tōko Sakurai                                          | [ 48 ]      |
| 2021    | Sakugan                                                                                | Sina                                                  |             |
| 2021    | The Irregular at Magic High School: Reminiscence Arc                                   | Miyuki Shiba                                          |             |
| 2022    | Princess Connect! Re:Dive 2nd Season                                                   | Rei                                                   |             |
| 2022    | Girls' Frontline                                                                       | Vector                                                |             |
| 2022    | Black Rock Shooter: Dawn Fall                                                          | Dead Master                                           | [ 49 ]      |
| 2022    | Deaimon                                                                                | Hiiro Kisaichi                                        | [ 50 ]      |
| 2022    | Heroines Run the Show                                                                  | Chizuru Nakamura                                      | [ 51 ]      |
| 2022    | Spy × Family                                                                           | Yor Forger                                            | [ 52 ]      |
| 2022    | Don't Hurt Me, My Healer!                                                              | Maria Deathflame                                      | [ 53 ]      |
| 2022    | Motto! Majime ni Fumajime Kaiketsu Zorori 3rd Season                                   | Rose                                                  |             |
| 2022    | The Rising of the Shield Hero 2nd Season                                               | Therese Alexanderite                                  |             |
| 2022    | Kaguya-sama: Love Is War -Ultra Romantic-                                              | Momo Ryuju                                            | [ 54 ]      |
| 2022    | The Maid I Hired Recently Is Mysterious                                                | Yuuri                                                 | [ 55 ]      |
| 2022    | Utawarerumono: Mask of Truth                                                           | Munechika                                             | [ 56 ]      |
| 2022    | RWBY: Ice Queendom                                                                     | Ruby Rose                                             | [ 57 ]      |
| 2022    | Is It Wrong to Try to Pick Up Girls in a Dungeon? IV The Labyrinth Arc                 | Ryu Lion                                              |             |
| 2022    | Legend of Mana: The Teardrop Crystal                                                   | Serafina                                              | [ 58 ]      |
| 2022    | Welcome to Demon School! Iruma-kun Season 3                                            | Azazel Ameri                                          |             |
| 2022    | Urusei Yatsura (2022)                                                                  | Oyuki                                                 | [ 59 ]      |
| 2022    | Uzaki-chan Wants to Hang Out! ω                                                        | Tsuki Uzaki                                           | [ 60 ]      |
| 2022    | Blue Lock                                                                              | Reo's mother                                          |             |
| 2023    | Bofuri 2nd Season                                                                      | Kasumi                                                | [ 61 ]      |
| 2023    | The Fire Hunter                                                                        | Kira                                                  | [ 62 ]      |
| 2023    | Is It Wrong to Try to Pick Up Girls in a Dungeon? IV Deep Chapter: Calamity Arc        | Ryu Lion                                              |             |
| 2023    | Ayaka: A Story of Bonds and Wounds                                                     | Momoko Amamiya                                        | [ 63 ]      |
| 2023    | Masamune-kun's Revenge R                                                               | Kojūrō Shuri                                          | [ 64 ]      |
| 2023    | Dark Gathering                                                                         | Castle H Ruins Spirit                                 | [ 65 ]      |
| 2023    | Spy × Family Season 2                                                                  | Yor Forger                                            |             |
| 2023    | I'm Giving the Disgraced Noble Lady I Rescued a Crash Course in Naughtiness            | Charlotte Evans                                       | [ 66 ]      |
| 2023    | The Eminence in Shadow 2nd Season                                                      | Elisabeth                                             | [ 67 ]      |
| 2023    | My Daughter Left the Nest and Returned an S-Rank Adventurer                            | Angeline                                              | [ 68 ]      |
| 2023    | SHY                                                                                    | Inori                                                 |             |
| 2024    | Delicious in Dungeon                                                                   | Falin Touden                                          | [ 69 ]      |
| 2024    | The Witch and the Beast                                                                | Phanora Kristoffel                                    | [ 70 ]      |
| 2024    | Mashle: The Divine Visionary Candidate Exam Arc                                        | Sophina Biblia                                        | [ 71 ]      |
| 2024    | Tsukimichi: Moonlit Fantasy Season 2                                                   | Emma                                                  |             |
| 2024    | Urusei Yatsura (2022) 2nd Season                                                       | Oyuki                                                 | [ 72 ]      |
| 2024    | The Unwanted Undead Adventurer                                                         | Mysterious Woman                                      | [ 73 ]      |
| 2024    | The Irregular at Magic High School 3rd Season                                          | Miyuki Shiba                                          |             |
| 2024    | Red Cat Ramen                                                                          | Krishna                                               | [ 74 ]      |
| 2024    | Failure Frame: I Became the Strongest and Annihilated Everything with Low-Level Spells | Hijiri Takao                                          | [ 75 ]      |
| 2024    | Pseudo Harem                                                                           | Rin Nanakura                                          | [ 76 ]      |
| 2024    | Shoushimin Series : How to Become Ordinary                                             | Mère d'Osanai                                         |             |
| 2024    | Bye Bye, Earth                                                                         | Shelly                                                | [ 77 ]      |
| 2024    | 365 Days to the Wedding                                                                | Rika Honjoji                                          | [ 78 ]      |
| 2025    | Sword of the Demon Hunter: Kijin Gentōshō                                              | Shirayuki                                             | [ 79 ]      |
| 2025    | Mahō Tsukai Precure!!: Mirai Days                                                      | Kotoha Hanami/Cure Felice                             | [ 80 ]      |
| 2025    | I'm a Noble on the Brink of Ruin, So I Might as Well Try Mastering Magic               | Jodi                                                  | [ 81 ]      |
| 2025    | Sous la pluie avec toi                                                                 | Fuji                                                  |             |
| 2025    | Sakamoto Days                                                                          | Osaragi                                               |             |
| 2025    | See You Tomorrow at the Food Court                                                     | Saito                                                 | [ 82 ]      |
| À venir | Tamon's B-Side                                                                         | Utage Kinoshita                                       | [ 83 ]      |
| À venir | Yōjo Senki: Saga of Tanya the Evil II                                                  | Viktoriya Ivanovna Serebryakov (Visha)                | [ 84 ]      |

### ONA
| Year | Title                                                                       | Role                    |
| ---- | --------------------------------------------------------------------------- | ----------------------- |
| 2014 | Shinra Banshō Choco                                                         | Noin                    |
| 2015 | The town you live in. - Bunkyo / Waseda                                     | Phoebe,                 |
| 2015 | Jaku-San-Sei Million Arthur                                                 | Kurumin                 |
| 2016 | Koyomimonogatari                                                            | Yotsugi Ononoki         |
| 2016 | Jaku-San-Sei Million Arthur                                                 | Paradise                |
| 2016 | The Container of Promise: First Love in Arita                               | Nao Akiyama             |
| 2016 | The Oath of Winter, The Festival of Summer: The Great Camphor Tree of Takeo | Nao Akiyama             |
| 2016 | Girlfriend Note                                                             | Haruka Kazemachi        |
| 2019 | Levius                                                                      | A.J. Langdon            |
| 2021 | Vlad Love                                                                   | Maki Watabe             |
| 2021 | The Heike Story                                                             | Taira no Tokuko         |
| 2022 | Kotaro Lives Alone                                                          | Mizuki Akitomo          |
| 2022 | Spriggan                                                                    | Lt. Col. Maria Clemente |
| 2022 | Gaiken Shijō Shugi                                                          | Kagawa Mirei            |
| 2022 | Lupin Zero                                                                  | Yōko                    |
| 2023 | Pole Princess!!                                                             | Noa Aoi                 |
| 2023 | Gamera Rebirth                                                              | Emiko                   |

### OVA
| Year | Title                                            | Role                                  |
| ---- | ------------------------------------------------ | ------------------------------------- |
| 2007 | Indian Summer                                    | Sumire Midō                           |
| 2009 | First Love Limited                               | Female student, Female staff member B |
| 2010 | Princess Resurrection                            | Hime                                  |
| 2010 | Shakugan no Shana S                              | Seiko Ugaki                           |
| 2010 | Sora no Otoshimono                               | Ikaros                                |
| 2010 | Mazinkaizer SKL                                  | Tsubasa Yuuki                         |
| 2010 | Megane na Kanojo                                 | Mizuki Kimura                         |
| 2011 | Air Gear: Break on the Sky                       | Yayoi Nakayama                        |
| 2011 | Morita-san wa Mukuchi                            | Chihiro Miura                         |
| 2012 | A Channel + smile                                | Friend A                              |
| 2012 | A Town Where You Live: Twilight Intersection     | Nanami Kanzaki                        |
| 2012 | Nagareboshi Lens                                 | Yuriko Minami                         |
| 2012 | One Off                                          | Sayo Kaburagi                         |
| 2012 | Code Geass: Akito the Exiled                     | Hilda Fagan                           |
| 2013 | Yahari Ore no Seishun Love Come wa Machigatteiru | Yukino Yukinoshita                    |
| 2014 | Noucome                                          | Nozomi Katakoi                        |
| 2014 | Noragami                                         | Tsuyu                                 |
| 2014 | Girls und Panzer: This is the Real Anzio Battle! | Carpaccio                             |
| 2014 | The Comic Artist and Assistants Mini OVA series  | Sahoto Ashisu                         |
| 2014 | Yamada-kun and the Seven Witches                 | Urara Shiraishi                       |
| 2015 | Cyborg 009 Vs. Devilman                          | Miki Makimura                         |
| 2015 | Owari no Seraph: Owaranai Seraph                 | Shinoa Hīragi                         |
| 2015 | Tokyo Ghoul: Jack                                | Uruka Minami                          |
| 2015 | Your Lie in April                                | Emi Igawa                             |
| 2016 | One-Punch Man                                    | Fubuki                                |
| 2016 | Seraph of the End: Vampire Shahal                | Shinoa Hīragi                         |
| 2016 | Snow White with the Red Hair                     | Shirayuki                             |
| 2016 | Mobile Suit Gundam: The Origin                   | Lalah Sune                            |

### Mini-séries d'animation
| Year | Title                                                                          | Role                                   |
| ---- | ------------------------------------------------------------------------------ | -------------------------------------- |
| 2009 | Eden of The East Compilation: Air Communication                                | Saki Morimi                            |
| 2009 | Eden of the East the Movie I: The King of Eden                                 | Saki Morimi                            |
| 2010 | Eden of the East the Movie II: Paradise Lost                                   | Saki Morimi                            |
| 2010 | Naruto Shippuden the Movie: The Lost Tower                                     | Sara                                   |
| 2010 | Fate/stay night: Unlimited Blade Works                                         | Announcer                              |
| 2011 | Xi AVANT                                                                       | Nazo no Shoujo                         |
| 2011 | Sora no Otoshimono the Movie: The Angeloid of Clockwork                        | Ikaros                                 |
| 2011 | Towa no Quon                                                                   | Kiri                                   |
| 2011 | Bannō Yasai Ninninman                                                          | Mari-chan                              |
| 2013 | Crayon Shin-chan: Very Tasty! B-class Gourmet Survival!!                       | Caviar                                 |
| 2013 | Anohana: The Flower We Saw That Day                                            | Chiriko "Tsuruko" Tsurumi              |
| 2013 | Combustible                                                                    | Owaka                                  |
| 2013 | Star Driver: The Movie                                                         | Wako Agemaki                           |
| 2013 | Hinata no Aoshigure                                                            | Shigure                                |
| 2014 | Sora no Otoshimono Final: Eternal My Master                                    | Ikaros                                 |
| 2015 | Ongaku Shōjo                                                                   | Sakura Nakayama                        |
| 2015 | Boruto: Naruto the Movie                                                       | Himawari Uzumaki                       |
| 2015 | Girls und Panzer der Film                                                      | Carpaccio                              |
| 2016 | Sound! Euphonium: The Movie – Welcome to the Kitauji High School Concert Band  | Haruka Ogasawara                       |
| 2016 | A Silent Voice                                                                 | Shōko Nishimiya                        |
| 2016 | Witchy Pretty Cure! The Movie: Wonderous! Cure Mofurun!                        | Kotoha Hanami/Cure Felice              |
| 2016 | Gantz: O                                                                       | Reika                                  |
| 2017 | BLAME!                                                                         | Sanakan                                |
| 2017 | Haikara-San: Here Comes Miss Modern Part 1                                     | Benio Hanamura                         |
| 2017 | Pretty Cure Dream Stars!                                                       | Kotohae Hanami/Cure Felice             |
| 2017 | The Irregular at Magic High School: The Movie – The Girl Who Summons the Stars | Miyuki Shiba                           |
| 2018 | Pretty Cure Super Stars!                                                       | Kotohae Hanami/Cure Felice             |
| 2018 | Haikara-San: Here Comes Miss Modern Part 2                                     | Benio Hanamura                         |
| 2018 | Doraemon the Movie: Nobita's Treasure Island                                   | Vivi                                   |
| 2018 | Hug! Pretty Cure Futari wa Pretty Cure: All Stars Memories                     | Kotohae Hanami/Cure Felice             |
| 2018 | Godzilla: The Planet Eater                                                     | Haruka Sakaki                          |
| 2018 | Zoku Owarimonogatari                                                           | Yotsugi Ononoki                        |
| 2019 | Saga of Tanya the Evil: The Movie                                              | Viktoriya Ivanovna Serebryakov (Visha) |
| 2020 | Burn the Witch                                                                 | Macy Baljure                           |
| 2020 | Happy-Go-Lucky Days                                                            | Yuri                                   |
| 2020 | Over the Sky                                                                   | Kiku-chan                              |
| 2021 | Hula Fulla Dance                                                               | Mari                                   |
| 2023 | Pretty Guardian Sailor Moon Cosmos The Movie                                   | Kō Taiki/Sailor Star Maker             |
| 2023 | Komada: A Whisky Family                                                        | Rui Komada                             |
| 2023 | My Next Life as a Villainess: All Routes Lead to Doom! The Movie               | Maria Campbell                         |
| 2023 | Spy × Family Code: White                                                       | Yor Forger / Thorn Princess            |
| 2024 | Gekijō-ban Overlord Sei Ōkoku-hen                                              | Calca Bessarez                         |

### Jeux vidéo
| Year | Title                                                            | Role | Platform                                                          |
| ---- | ---------------------------------------------------------------- | --- | ----------------------------------------------------------------- |
| 2009 | Loveplus                                                         | Manaka Takane | Nintendo DS                                                       |
| 2010 | Sora no Otoshimono Forte: Heart-Throbbing Summer Vacation        | Ikaros | PlayStation Portable                                              |
| 2010 | Memories Off: Yubikiri no Kioku                                  | Shiina Kodou | Xbox 360                                                          |
| 2011 | Sora no Otoshimono Forte: Dreamy Season                          | Ikaros | Nintendo DS                                                       |
| 2011 | Marvel vs. Capcom 3: Fate of Two Worlds                          | Lei-Lei/Hsien-Ko | Xbox 360, PlayStation 3                                           |
| 2011 | Tales of Xillia                                                  | Leia Rolando | PlayStation 3                                                     |
| 2011 | Ultimate Marvel vs. Capcom 3                                     | Lei-Lei/Hsien-Ko | Xbox 360, PlayStation 3, PlayStation Vita                         |
| 2012 | Rune Factory 4                                                   | Piko | Nintendo 3DS                                                      |
| 2012 | Shining Blade                                                    | Elmina | PlayStation Portable                                              |
| 2012 | Project X Zone                                                   | Lei-Lei/Hsien-Ko | Nintendo 3DS                                                      |
| 2012 | Tales of Xillia 2                                                | Leia Rolando | PlayStation 3                                                     |
| 2012 | Under Night In-Birth                                             | Orie | PlayStation 3, Arcade                                             |
| 2012 | E.X. Troopers                                                    | Tiki | Nintendo 3DS, PlayStation 3                                       |
| 2013 | The Idolmaster Cinderella Girls                                  | Kaede Takagaki | Mobile game                                                       |
| 2013 | Ange Vierge: The Second Disciplinary Committee Girls Battle      | Aurora | Mobile game                                                       |
| 2013 | Getsuei Gakuen: Kou                                              | Eiri Mizuki | PlayStation Vita                                                  |
| 2013 | Girl Friend Beta                                                 | Haruka Kazemachi | Mobile game                                                       |
| 2013 | Gunslinger Stratos                                               | Lyudmila N Ignatova | Arcade, PC                                                        |
| 2013 | Fate/Extra CCC                                                   | Meltryllis | PlayStation Portable                                              |
| 2013 | Shining Ark                                                      | Kilmaria | PlayStation Portable                                              |
| 2013 | Super Robot Wars UX                                              | Tsubasa Yuuki | Nintendo 3DS                                                      |
| 2013 | Disorder 6                                                       | Shina | PlayStation 3, Xbox 360                                           |
| 2013 | Yahari Game demo Ore no Seishun Love Come wa Machigatteiru.      | Yukino Yukinoshita | PlayStation Vita                                                  |
| 2013 | Demon Gaze                                                       | Fran Pendoll | PlayStation Vita                                                  |
| 2013 | The Legend of Heroes: Trails of Cold Steel                       | Emma Millstein | PlayStation 3, PlayStation 4, PlayStation Vita, PC                |
| 2014 | Dengeki Bunko: Fighting Climax                                   | Miyuki Shiba |                                                                   |
| 2014 | Corpse Party: Blood Drive                                        | Kuon Niwa |                                                                   |
| 2014 | Gunslinger Stratos 2                                             | Lyudmila N Ignatova | Arcade, PC                                                        |
| 2014 | Mahouka Koukou no Rettousei: LOST ZERO                           | Miyuki Shiba | Mobile game                                                       |
| 2014 | Mahouka Koukou no Rettousei: Out of Order                        | Miyuki Shiba | PlayStation Vita                                                  |
| 2014 | Phantasy Star Nova                                               | Juno | PlayStation Vita                                                  |
| 2014 | Shining Resonance                                                | Kirika | PlayStation 3                                                     |
| 2014 | The Legend of Heroes: Trails of Cold Steel II                    | Emma Millstein | PlayStation 3, PlayStation 4, PlayStation Vita, PC                |
| 2015 | Battle Girl High School                                          | Kurumi Tokiwa | Mobile game                                                       |
| 2015 | BlazBlue Chrono Phantasma Extend                                 | Mai Natsume | PlayStation 3, PlayStation 4, PlayStation Vita, Xbox One, PC      |
| 2015 | Bloodborne: The Old Hunters                                      | Plain Doll, Lady Maria of the Astral Clocktower | PlayStation 4                                                     |
| 2015 | Devil May Cry 4: Special Edition                                 | Kyrie | PlayStation 4, Xbox One, PC                                       |
| 2015 | Fate/Grand Order                                                 | Atalanta, Atalanta (Alter), Ushiwakamaru, Ushiwakamaru (Assassin), Martha, Meltryllis, Mysterious Alter Ego Λ, Taira no Kagekiyo                                      | Mobile game                                                       |
| 2015 | Tokyo Mirage Sessions ♯FE                                        | Caeda | Wii U                                                             |
| 2015 | JoJo's Bizarre Adventure: Eyes of Heaven                         | Daiya Higashikata | PlayStation 3, PlayStation 4                                      |
| 2015 | Kantai Collection                                                | Graf Zeppelin, Hagikaze |                                                                   |
| 2015 | Princess Connect!                                                | Rei Shijo | Mobile game                                                       |
| 2015 | Sengoku Taisen 1615 Oosaka Moyu Yo ha Yumeno Gotoku              | Irohahime (Tony.ver) | Arcade                                                            |
| 2015 | Owari no Seraph: BLOODY BLADES                                   | Shinoa Hīragi | Mobile game                                                       |
| 2015 | Owari no Seraph: Unmei no Hajimari                               | Shinoa Hīragi | PlayStation Vita                                                  |
| 2015 | Syanago Collection (ja)                                          | Tesla Model S/Tesla Model S P85D, Suzuki Wagon R/Suzuki Wagon R Stingray                                                                                              | Mobile Game                                                       |
| 2015 | Utawarerumono: Itsuwari no Kamen                                 | Munechika | PlayStation 3, PlayStation 4, PlayStation Vita                    |
| 2016 | Phoenix Wright: Ace Attorney – Spirit of Justice                 | Rayfa Padma Khura'in | Nintendo 3DS                                                      |
| 2016 | BlazBlue: Central Fiction                                        | Mai Natsume | PlayStation 3, PlayStation 4, PC                                  |
| 2016 | Sengoku Taisen 1477-1615 Hinomoto Ittou he no Gunki-             | Irohahime (Tony.ver), Katsurahime, Yamate-dono | Arcade                                                            |
| 2016 | Utawarerumono: Futari no Hakuoro                                 | Munechika | PlayStation 3, PlayStation 4, PlayStation Vita                    |
| 2016 | Yahari Game demo Ore no Seishun Love Kome wa Machigatteiru. Zoku | Yukino Yukinoshita | PlayStation Vita                                                  |
| 2016 | After School Girls Tribe                                         | Sakuya Kanzaki | Mobile game                                                       |
| 2016 | Shadowverse                                                      | Ancient Elf, Silver Bolt | Mobile game                                                       |
| 2016 | Girls' Frontline                                                 | Vector « https://web.archive.org/web/20180921034229/https://en.gfwiki.com/wiki/Vector »(Archive.org • Wikiwix • Archive.is • Google • Que faire ?), 21 septembre 2018 | Mobile game                                                       |
| 2017 | Valkyria Revolution                                              | Ophelia Augusta Jutland | PlayStation 4, PlayStation Vita                                   |
| 2017 | ShinNaZuki                                                       | Linsy | Mobile game                                                       |
| 2017 | Onmyōji                                                          | Hana | Mobile game                                                       |
| 2017 | Fire Emblem Heroes                                               | Caeda | iOS, Android                                                      |
| 2017 | God Wars: Future Past                                            | Kaguya | PlayStation 4, PlayStation Vita                                   |
| 2017 | Magia Record: Mahou Shoujo Madoka Magica Gaiden                  | Oriko Mikuni | Mobile game                                                       |
| 2017 | Fire Emblem Warriors                                             | Caeda | Nintendo Switch, New Nintendo 3DS                                 |
| 2017 | Infinite Stratos: Archetype Breaker                              | Vishnu Isa Galaxy | Mobile game                                                       |
| 2017 | The Alchemist Code                                               | Chloe | Mobile game                                                       |
| 2017 | Mabinogi Heroes                                                  | Miri (Japan) | PC                                                                |
| 2017 | Xenoblade Chronicles 2                                           | Fan la Norne, Lora | Nintendo Switch                                                   |
| 2017 | Another Eden                                                     | Mariel, Parisa | iOS, Android                                                      |
| 2017 | Magia Record                                                     | Oriko Mikuni, Mabayu Aki | iOS, Android                                                      |
| 2017 | The Legend of Heroes: Trails of Cold Steel III                   | Emma Millstein | PlayStation 4, PC, Nintendo Switch                                |
| 2018 | BlazBlue: Cross Tag Battle                                       | Ruby Rose, Orie, Mai Natsume, | PlayStation 4, Nintendo Switch, PC                                |
| 2018 | Langrisser Mobile                                                | Luna | Mobile Game                                                       |
| 2018 | Xenoblade Chronicles 2: Torna – The Golden Country               | Lora, Haze | Nintendo Switch                                                   |
| 2018 | Valkyria Chronicles 4                                            | Minerva Victor | PlayStation 4, Xbox One, Nintendo Switch                          |
| 2018 | Soukou Musume                                                    | Karina Mikazuki | Mobile game                                                       |
| 2018 | Dragalia Lost                                                    | Elisanne | Mobile game                                                       |
| 2018 | Fitness Boxing                                                   | Rin | Nintendo Switch                                                   |
| 2018 | Food Fantasy                                                     | Cheese | Mobile game                                                       |
| 2018 | The Legend of Heroes: Trails of Cold Steel IV                    | Emma Millstein | PlayStation 4                                                     |
| 2018 | The King of Fighters All Star                                    | Ein | Mobile game                                                       |
| 2018 | Princess Connect! Re:Dive                                        | Rei | Mobile game                                                       |
| 2019 | Sword Art Online: Fatal Bullet                                   | Sachi | PlayStation 4, Xbox One, PC, Nintendo Switch                      |
| 2019 | Ace Combat 7: Skies Unknown                                      | Ionela | PlayStation 4, Xbox One, PC                                       |
| 2019 | Azur Lane: Crosswave                                             | Shimakaze | PlayStation 4, PC                                                 |
| 2019 | Code Vein                                                        | Eva Roux | PlayStation 4, Xbox One, PC                                       |
| 2019 | Warriors Orochi 4 Ultimate                                       | Gaia | Nintendo Switch, PlayStation 4, PC                                |
| 2019 | DanMachi : Memoria Freese                                        | Ryu Lion | Mobile game                                                       |
| 2019 | Arknights                                                        | Pramanix | Mobile game                                                       |
| 2019 | Sakura Wars                                                      | Clarissa "Claris" Snowflake | PlayStation 4                                                     |
| 2019 | Iron Saga                                                        | Guinevere | Mobile Game                                                       |
| 2019 | 13 Sentinels: Aegis Rim                                          | Ryoko Shinonome | PlayStation 4                                                     |
| 2020 | Tekken 7                                                         | Kunimitsu | PlayStation 4, PC, Xbox One                                       |
| 2020 | Genshin Impact                                                   | Ayaka Kamisato | PlayStation 4, PlayStation 5, PC, Mobile game                     |
| 2020 | Demon's Souls                                                    | Maiden in Black | PlayStation 5                                                     |
| 2020 | The Legend of Heroes: Trails into Reverie                        | Emma Millstein | PlayStation 4, PC, Nintendo Switch                                |
| 2020 | Fitness Boxing 2: Rhythm and Exercise                            | Rin | Nintendo Switch                                                   |
| 2021 | Birdie Crush                                                     | Martina Glow | Mobile Game                                                       |
| 2021 | Demon Slayer: Kimetsu no Yaiba – The Hinokami Chronicles         | Shinobu Kocho | PlayStation 4, PlayStation 5, PC, Xbox One, Xbox Series X/S       |
| 2021 | Shin Megami Tensei V                                             | Tao Isonokami | Nintendo Switch                                                   |
| 2021 | Genshin Impact                                                   | Kamisato Ayaka | PlayStation 4, PlayStation 5, PC, Mobile game                     |
| 2021 | Azur Lane                                                        | Shimakaze | Mobile game                                                       |
| 2021 | Counter:Side                                                     | Elizabeth Pendragon | iOS, Android, PC                                                  |
| 2021 | Super Robot Wars 30                                              | Mitsuba Greyvalley | PlayStation 4, Nintendo Switch, PC                                |
| 2021 | The Idolmaster: Starlit Season                                   | Kaede Takagaki | PlayStation 4, PC                                                 |
| 2022 | Monochrome Mobius: Rights and Wrongs Forgotten                   | Munechika | PlayStation 5, PlayStation 4, PC                                  |
| 2022 | Valkyrie Elysium                                                 | Taika | PlayStation 5, PlayStation 4, PC                                  |
| 2023 | Fire Emblem Engage                                               | Chloé |                                                                   |
| 2023 | Blue Archive                                                     | Nagisa Kirifuji | Mobile game                                                       |
| 2024 | Granblue Fantasy: Relink                                         | Maglielle | PlayStation 5, PlayStation 4, PC                                  |
| 2024 | Metaphor: ReFantazio                                             | Hulkenberg | PlayStation 5, Xbox Series X/S, PC                                |
| 2024 | Inazuma Eleven: Victory Road                                     | Rean | Nintendo Switch, PlayStation 5, Xbox Series X/S, PC, iOS, Android |